# Островский, Эдуард Георгиевич
Эдуа́рд Гео́ргиевич Остро́вский (род. 20 декабря 1935, Тбилиси) — российский государственный деятель, крупный специалист в области связи. Герой Российской Федерации (9.08.2002), генерал-лейтенант.

## Биография
Родился 20 декабря 1935 года в Тбилиси. С 1944 года семья жила в Херсоне. Там окончил школу-семилетку в 1951 году, после чего работал в Херсонской радиотрансляционной сети и учился в вечерней школе рабочей молодёжи.
В Советской Армии с 1954 года. Три года служил на срочной службе в батальоне связи в Феодосии, был радиотелеграфистом и заместителем командира взвода. В 1957 году сержант Островский поступил из войск в военное училище. Окончил Ульяновское высшее военное инженерное училище связи имени Г. К. Орджоникидзе (1960) и Военную ордена Ленина Краснознамённую академию связи (1970) по специальности «военная связь». С 1960 по 1968 год проходил военную службу на различных должностях в подразделениях связи Прикарпатского и Киевского военных округов. С 1970 года — командир батальона связи в Северокавказском военном округе (Волгоград), который через год стал лучшим в округе, начальник связи дивизии, заместитель командира полка связи, главный инженер отдела связи в Северной группе войск на территории ПНР, с 1978 года — заместитель начальника войск связи Закавказского военного округа. С 1984 по 1987 год — заместитель начальника управления связи штаба Гражданской обороны СССР, участвовал в ликвидации последствий катастрофы на Чернобыльской АЭС в 1986 году. Во время афганской войны его направили в ДРА советником по организации узлов связи, находился там с 1987 по 1989 год. С 1990 года – заместитель начальника связи Вооружённых Сил. В 1993 году уволен в запас в звании генерал-лейтенанта.
С 1993 по 1997 год — заместитель министра связи России. В 1997—1999 годах — заместитель председателя Государственного комитета РФ по связи и информатизации (Госкомсвязь России). Постановлением Правительства РФ № 706 29 июня 1999 года назначен заместителем председателя Государственного комитета РФ по телекоммуникациям (Гостелеком России). С 13 января 2000 года — заместитель министра Российской Федерации по связи и информатизации. На этих постах курировал проекты восстановления объектов связи и иного коммуникационного оборудования на территории Чеченской Республики и (в качестве президента Ассоциации операторов федеральной сети делового обслуживания «Искра») реорганизации операторов электросвязи Юга России, фактически успешно завершённые к лету 2001 года. Распоряжением председателя Правительства РФ от 5 апреля 2002 года № 440 Эдуард Островский освобождён от должности заместителя министра в связи с выходом на пенсию.
9 августа 2002 года Указом президента Российской Федерации за мужество и героизм, проявленные при исполнении служебного долга, Островскому Эдуарду Георгиевичу присвоено звание Героя Российской Федерации. Эдуард Островский стал вторым работником связи России, удостоенным Золотой Звезды Героя России. 
9 октября в Кремле состоялось торжественное вручение Звезды Героя «военному лётчику и связисту», как отметил в своём выступлении президент РФ В. Путин. Эдуард Островский в течение длительного времени возглавлял работы по восстановлению и налаживанию систем связи в Чеченской Республике, благодаря чему там действуют самые передовые коммуникационные технологии на основе современного цифрового оборудования, а сам он получил высокое звание Героя.
С августа 2002 года — заместитель генерального директора ОАО «Мегафон» по Федеральной подсистеме конфиденциальной сотовой связи в стандарте GSM. За время работы в должности Островскому удалось создать принципиально новую систему закрытой сотовой связи гарантированной стойкости, действующую сегодня на всей территории России.
Женат, имеет дочь и сына.

## Награды
- Герой Российской Федерации (9 августа 2002)
- Орден Мужества (22 июля 1995)
- Орден Почёта (2 июля 2001) — за достигнутые трудовые успехи, укрепление дружбы и сотрудничества между народами и многолетний добросовестный труд[6])
- Орден Красной Звезды (1989)
- Восемь медалей
- Четыре ордена и медали Демократической Республики Афганистан
- Заслуженный работник связи Российской Федерации — за заслуги в области связи и многолетний добросовестный труд
- Почётный гражданин города Шали.